# Лексическая связь
Лексические связи — связи, которые обнаруживаются на лексическом уровне языковой системы.
Системность лексики проявляется в возможности объединения по общим признакам всех слов в несколько групп. Группы слов, объединяемых «вертикально», обладают между собой парадигматическими отношениями, а объединяемых «горизонтально» — синтагматическими.
Парадигматические отношения существуют вне речи и имеют ассоциативную основу. Ярким примером таких отношений выступает парадигма склонения имён существительных. Здесь слова могут группироваться по отношениям равнозначности (синонимия), противоположности (антонимия), соположенности (семантический ряд), включения (гиперо-гипонимия).
Синтагматические отношения проявляются в речи, в линейной последовательности языковых единиц. Такие отношения проявляются в любой синтагме.
Помимо указанных внутренних (внутрилексемных, семантических) также выделяют и внешние (собственно лексические) связи. В последнем случае слова характеризуются с точки зрения их происхождения (исконная или заимствованная лексика), активного и пассивного употребления, сфер их использования (литературная, диалектная, терминологическая, жаргонная лексика), их экспрессивно-стилевой окраски (межстилевая, письменной и устной речи) и т. д.